# Švédská zeď
Švédská zeď, nazývaná také tzv. Švédská zeď, je zbytek městského opevnění a kulturní památka v městské části Pod Bezručovým vrchem ve městě Krnov v okrese Bruntál. Geograficky se také nachází v pohoří Zlatohorská vrchovina v Horním Slezsku v Moravskoslezském kraji.

## Historie a popis
Švédská zeď je pozůstatkem původního městského opevnění. Byla přistavěná na korunu hradební zdi. Je pozůstatkem renesanční arkádové chodby s lunetovým cimbuřím. Vznikla v období přestavby opevnění za markraběte Jiřího z Hohenzollernu v letech 1523 až 1543 a spojovala zámek s blízkým kostelem sv. Martina. Je vedena jako kulturní památka od 3. května 1958.

## Galerie

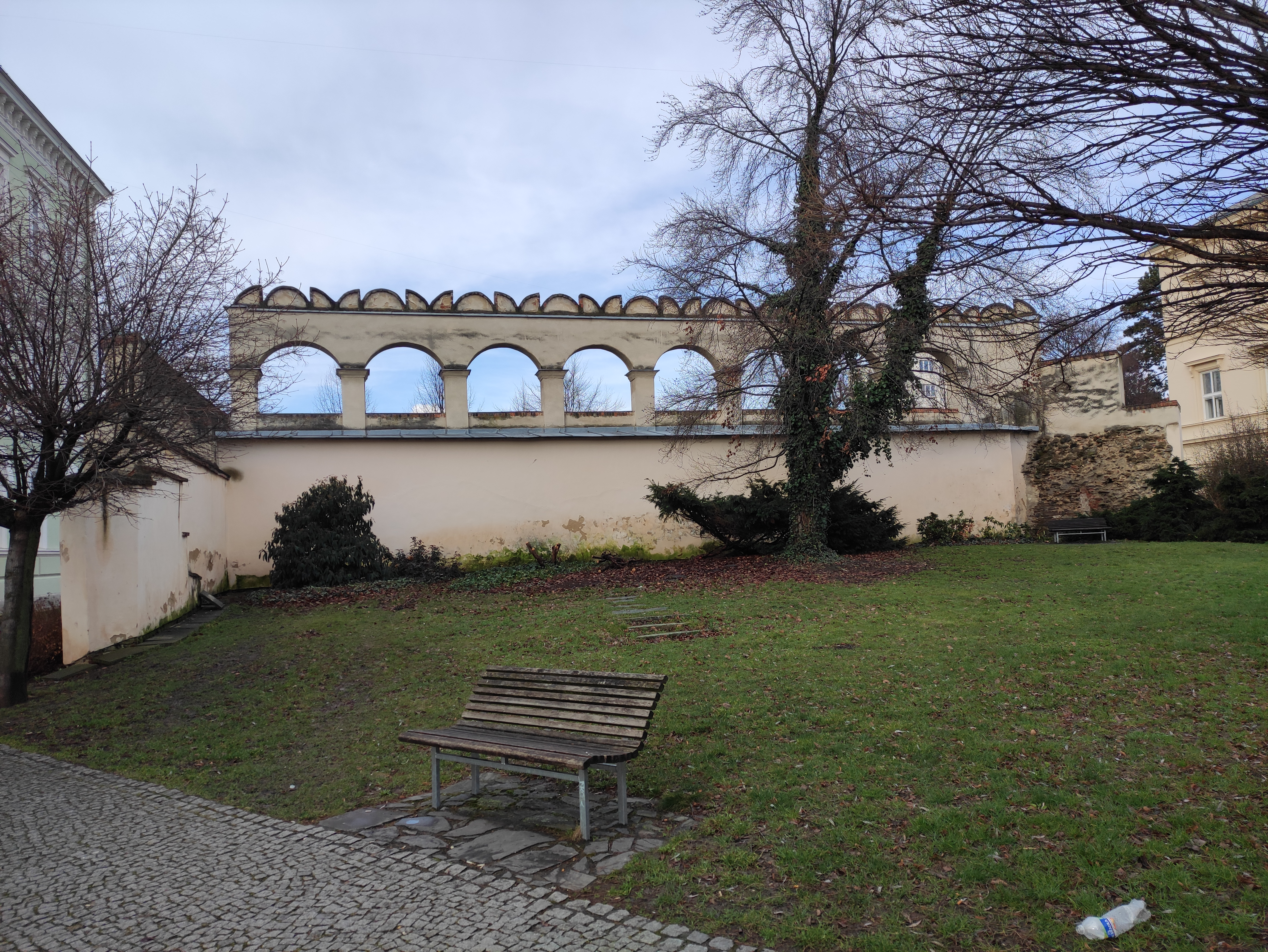
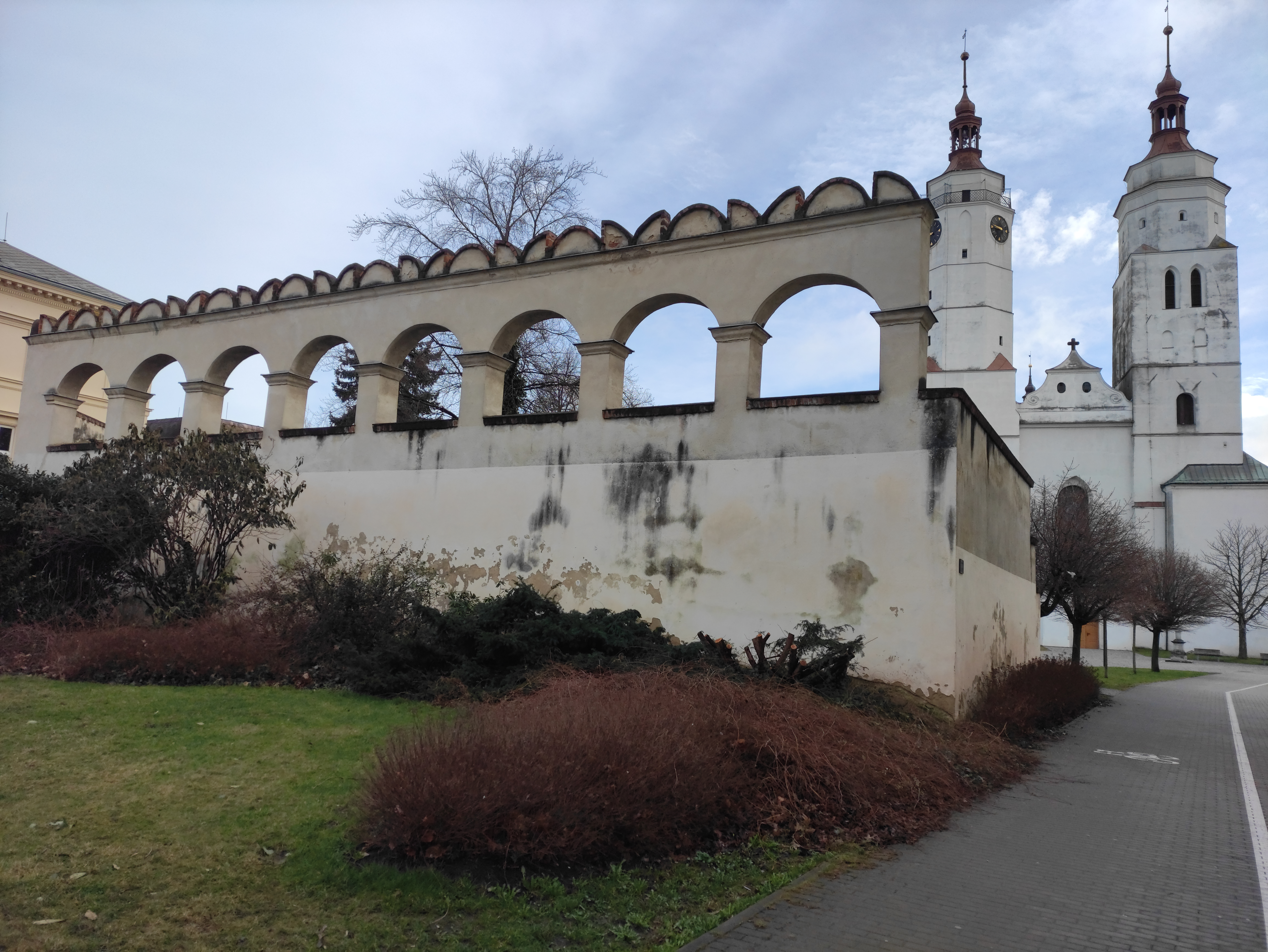
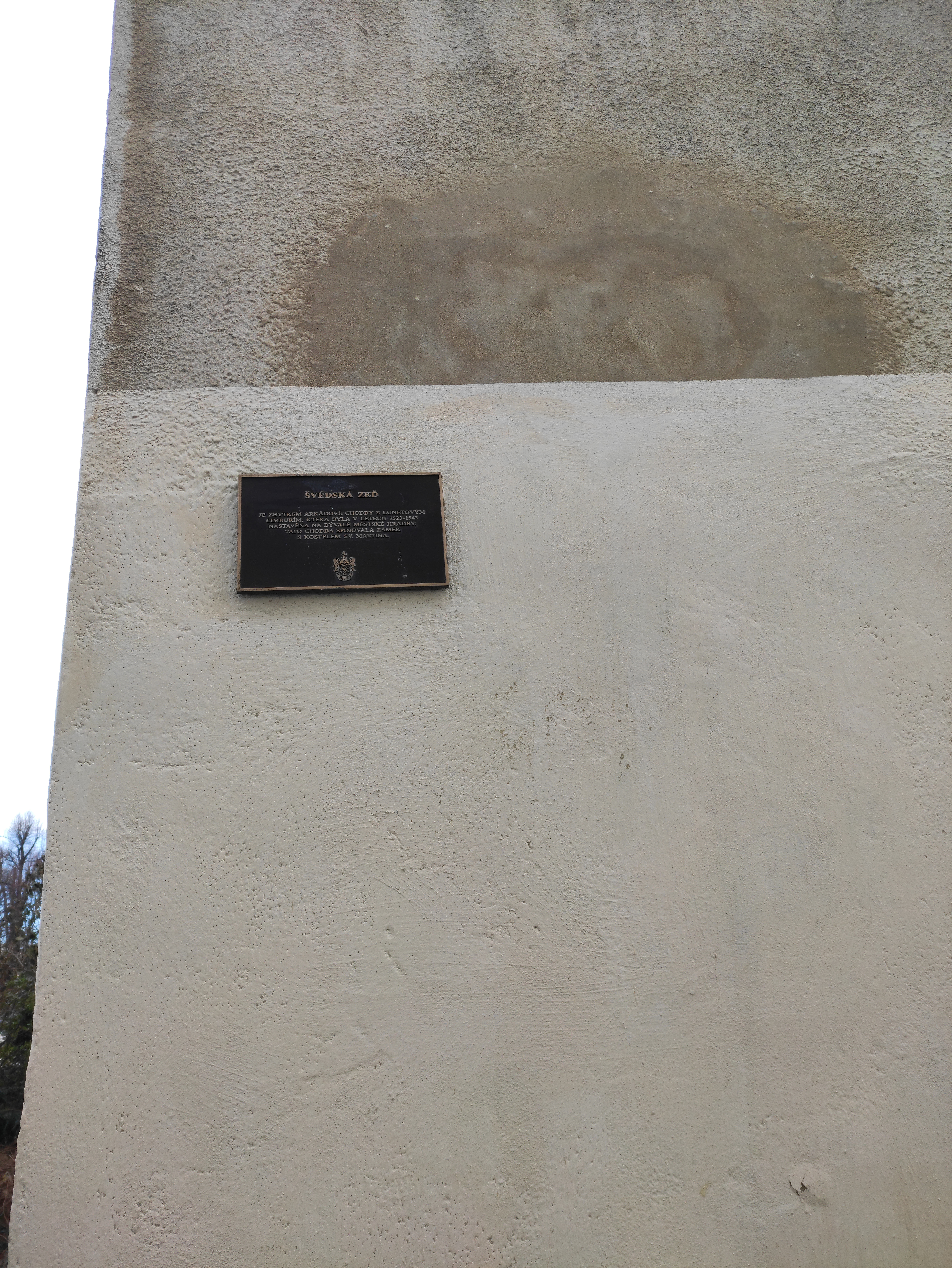

## Další informace
Zeď je celoročně volně přístupná.